# Frailea
Frailea es un género de pequeños cactus globulares o cilíndricos nativos de Brasil. Anteriormente estuvieron clasificados en el género Echinocactus.

## Descripción
Las especies del género Frailea crecen normalmente con muchos brotes pero a veces de forma individual. El tallo es deprimido esférico y solo tienen crestas y protuberancias poco desarrolladas y pequeñas espinas. Las flores son pequeñas en forma de embudo, que surgen en la punta del brote. Se abren solo brevemente en el día. Las areolas y el tubo de la flor están densamente cubiertas de lana y cerdas. Los frutos son finos, secos y con semillas empaquetadas.

## Reproducción
La mayoría de las especies del género Frailea son cleistógamas, lo que quiere decir que sus flores producen semillas sin necesidad de abrirse. Se autopolinizan y fecundan con su propio polen cuando aún está el capullo cerrado, antes del desarrollo completo de los pétalos. Esto se debe a que las anteras se forman en contacto con el estigma.
Probablemente la cleistogamia sea un mecanismo de protección ecológica contra las condiciones climatológicas adversas que obstaculizarían la polinización. Estas plantas florecen en la estación estival, lo cual en su hábitat coincide con relativamente abundantes lluvias diarias. 
Los frutos se secan y se desprenden fácilmente liberando unas semillas de unos 1,5 a 3,5 mm de ancho.
Su cultivo a partir de semilla no es fácil, debido al largo tiempo de crecimiento y la corta esperanza de vida de la mayoría de especies en este género.

## Taxonomía
El género fue descrito por Britton & Rose y publicado en Repertorium Botanices Systematicae. 2: 324. 1843.
Etimología
Frailea: nombre genérico otorgado en honor del español Manuel Fraile.

## Especies
- Frailea amerhauseri
- Frailea buenekeri

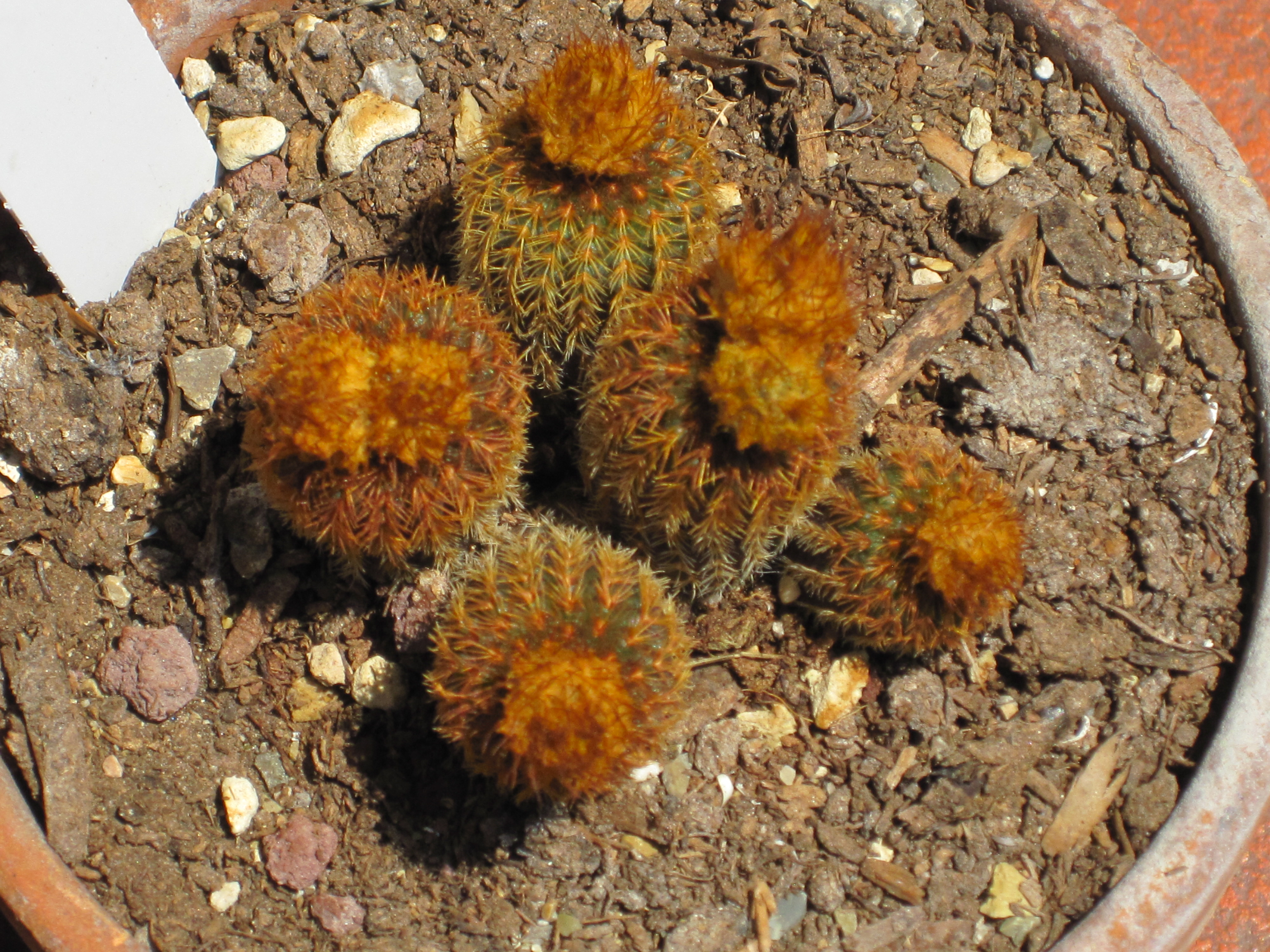
Frailea pygmaea var. aurea

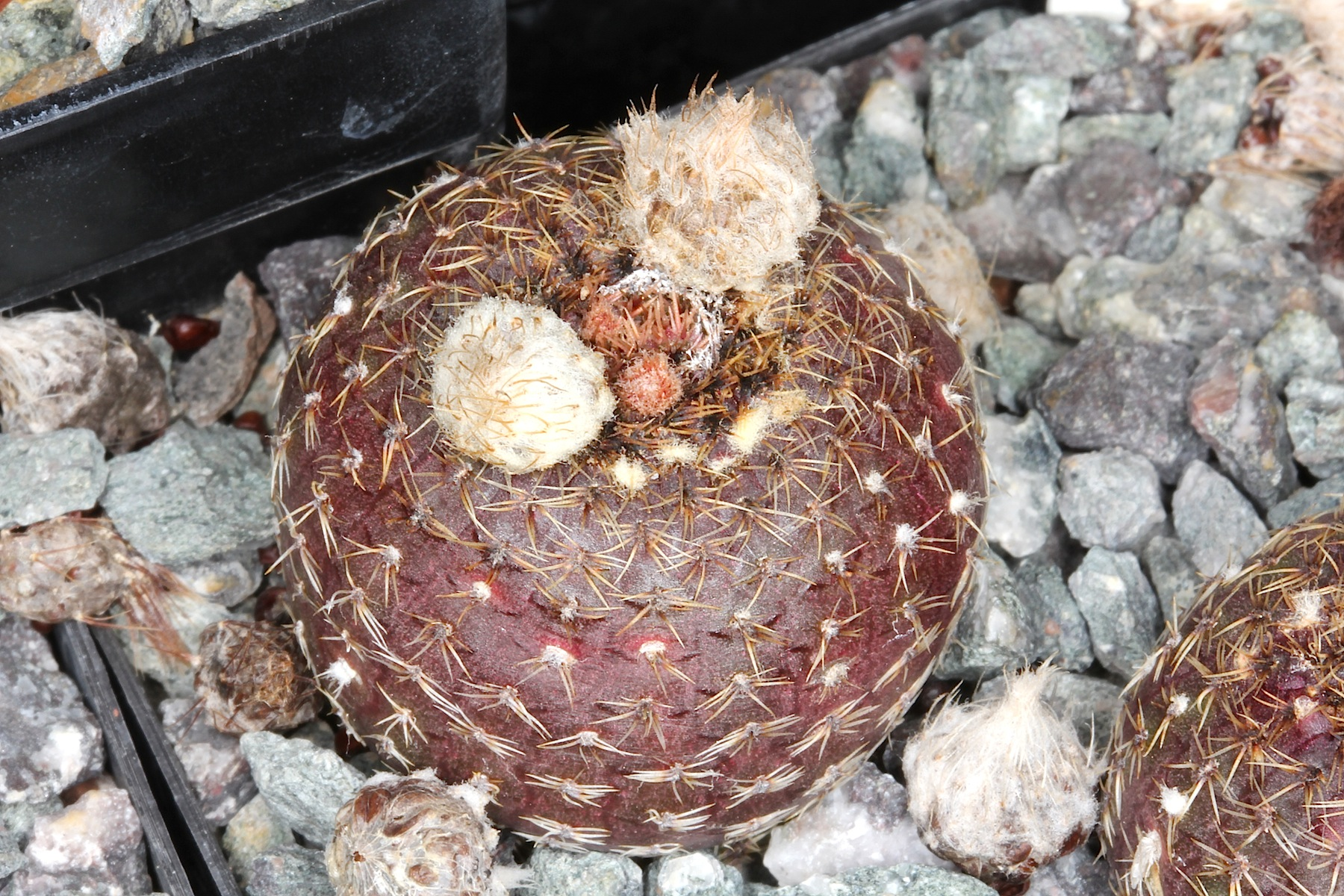
Frailea cataphracta

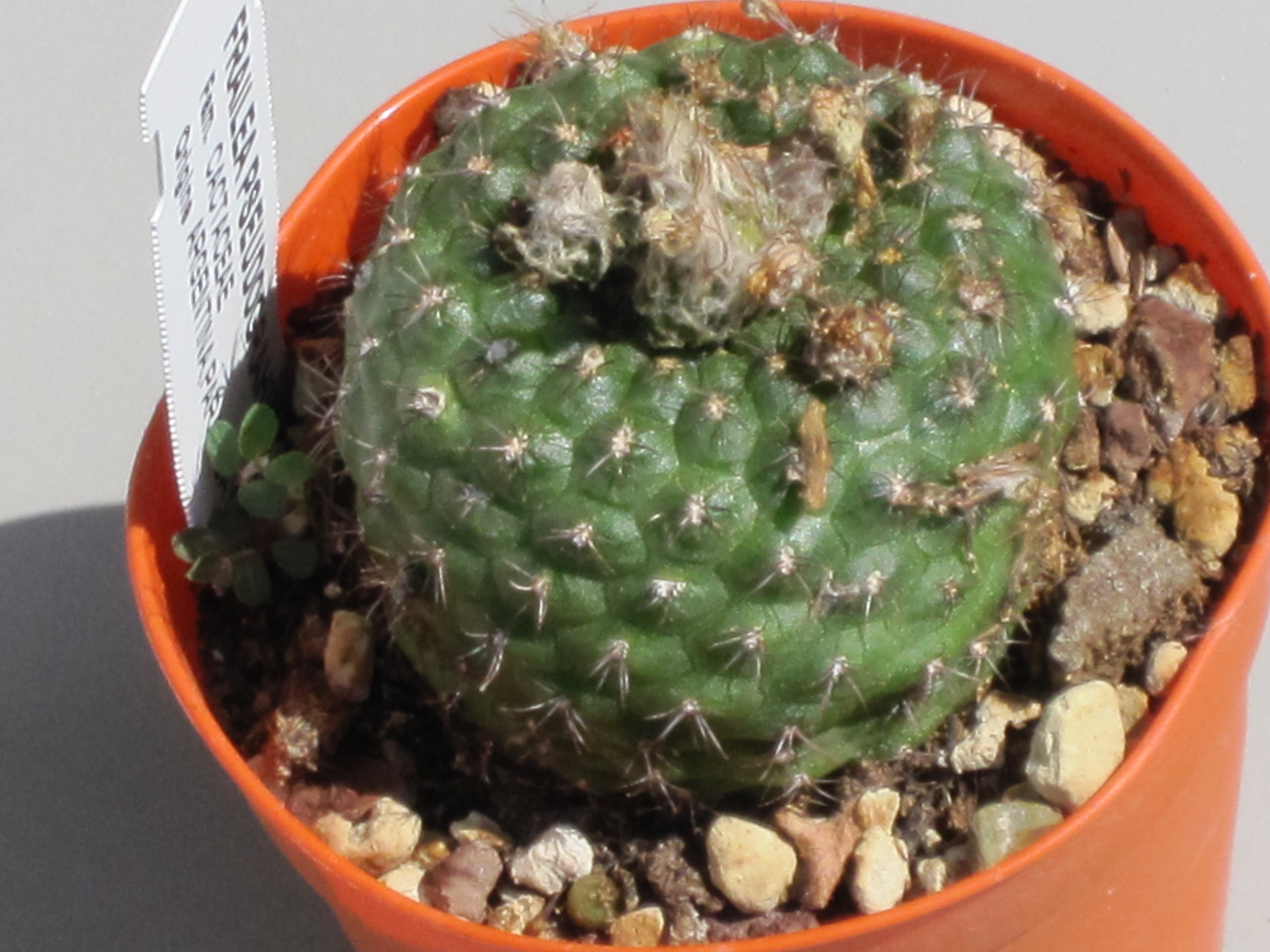
Frailea pseudograhliana

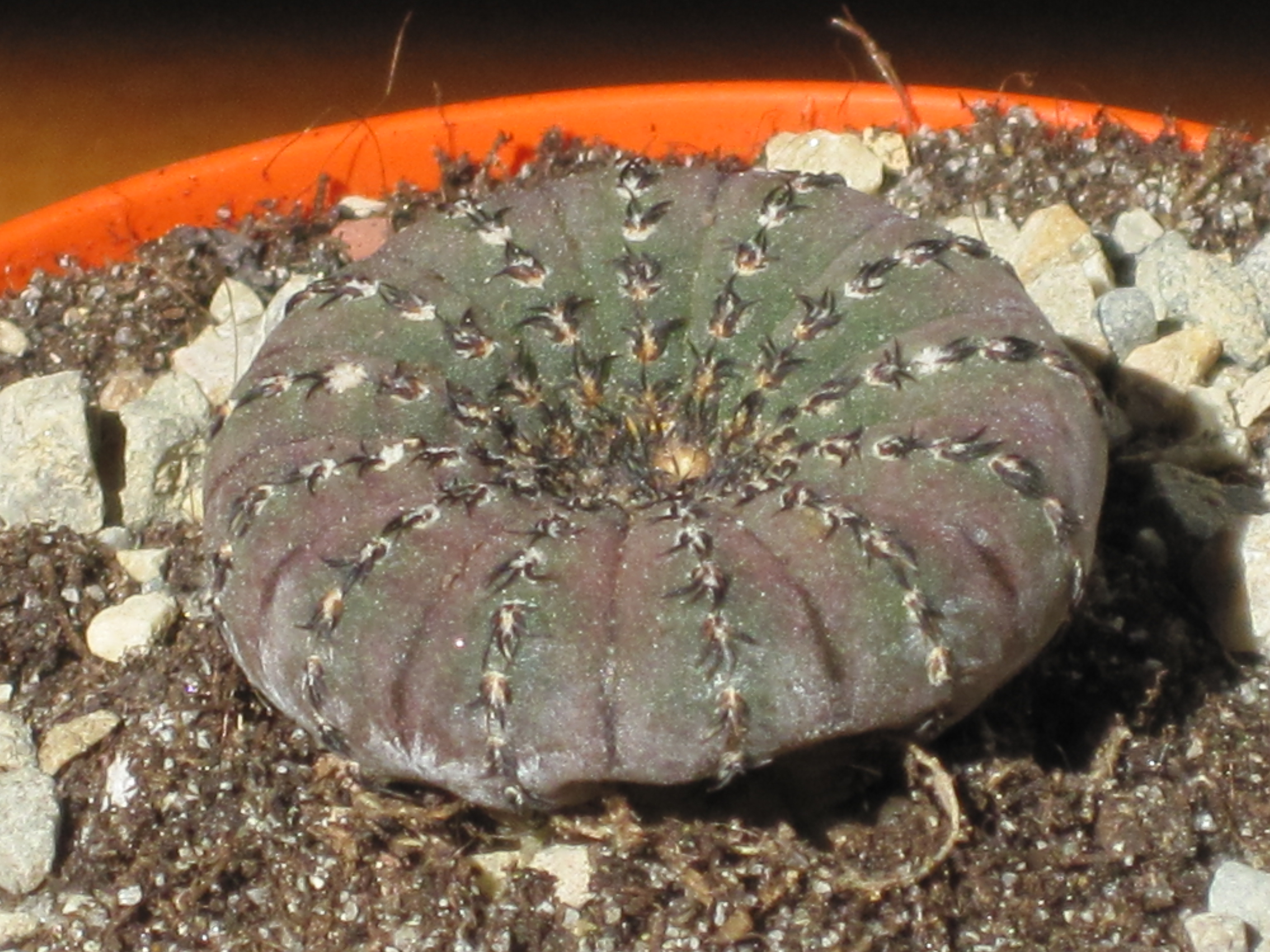
Frailea castanea

  - Frailea buenekeri subsp. buenekeri
  - Frailea buenekeri subsp. densispina
- Frailea buiningiana
- Frailea castanea
  - Frailea castanea subsp. castanea
  - Frailea castanea subsp. harmoniana
- Frailea cataphracta
  - Frailea cataphracta subsp. cataphracta
  - Frailea cataphracta subsp. duchii
  - Frailea cataphracta subsp. melitae
  - Frailea cataphracta subsp. tuyensis
- Frailea chiquitana
- Frailea curvispina
- Frailea friedrichii
- Frailea gracillima
  - Frailea gracillima subsp. gracillima
  - Frailea gracillima subsp. albifusca
  - Frailea gracillima subsp. horstii
- Frailea grahliana
  - Frailea grahliana subsp. grahliana
  - Frailea grahliana subsp. moseriana
- Frailea knippeliana
- Frailea mammifera
- Frailea perumbilicata
- Frailea phaeodisca
- Frailea pseudopulcherrima
- Frailea pumila
  - Frailea pumila subsp. pumila
  - Frailea pumila subsp. deminuta
- Frailea pygmaea
  - Frailea pygmaea subsp. pygmaea
  - Frailea pygmaea subsp. albicolumnaris
- Frailea schilinzkyana